# Ґутув (Мазовецьке воєводство)
Ґутув (пол. Gutów) — село в Польщі, у гміні Єдлінськ Радомського повіту Мазовецького воєводства.
Населення — 291 особа (2011).

## Демографія
Демографічна структура станом на 31 березня 2011 року:
|          | Загалом | Допрацездатний вік | Працездатний вік | Постпрацездатний вік |
| -------- | ------- | ------------------ | ---------------- | -------------------- |
| Чоловіки | 148     | 39                 | 99               | 10                   |
| Жінки    | 143     | 38                 | 76               | 29                   |
| Разом    | 291     | 77                 | 175              | 39                   |